# خربه القصر
خربه القصر (به عربی: خربة القصر) یک روستا در سوریه است که در ناحیه حربنفسه واقع شده‌است. خربه القصر ۱٬۰۰۷ نفر جمعیت دارد.